# Hemigaster malayensis
Hemigaster malayensis là một loài tò vò trong họ Ichneumonidae.